# José Russo
José Russo, nome artístico de Giuseppe Russo (Garça, 2 de março de 1931 — São Paulo, 28 de agosto de 1989) foi um radialista, jornalista e compositor brasileiro.
Começou a carreira em 1958 na Rádio Excelsior em São Paulo e no mesmo ano passou a trabalhar na Rádio Nacional também em São Paulo.
Tendo sido radialista por período de mais de 30 anos durante o qual foi campeão de audiência na Rádio Record com o programa “Linha Sertaneja Classe A” e na Rádio Capital com o programa "Linha de Frente".
Também recebeu mais de 20 troféus, dentre os quais o de melhor apresentador, melhor locução e melhor programa.